# سورة يس

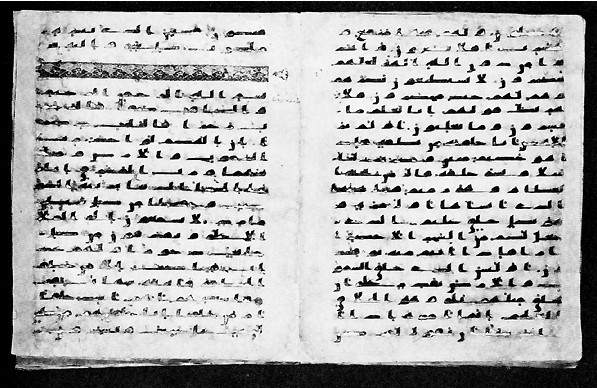
بعض من سورة يس مخطوطة بخط المشق.

سورة يس مكية بالإجماع، لم يخرج من ذلك إلا ما قيل من استثناء قول الله تعالى: ﴿إِنَّا نَحْنُ نُحْيِي الْمَوْتَى وَنَكْتُبُ مَا قَدَّمُوا وَآثَارَهُمْ وَكُلَّ شَيْءٍ أَحْصَيْنَاهُ فِي إِمَامٍ مُبِينٍ ۝١٢﴾ [يس:12] أنها مدنية، وتتميّز بخصائص السُّوَر المكّية، فهي تُركّز على العقيدة، والإيمان بالجنّة والنار وما يسبقهما من بَعث وجَزاء وِحِساب، والسورة من المثاني، نزلت بعد سورة الجن، وآياتها (83)آية ، وترتيبها في المصحف 36، في الجزء الثالث والعشرين، بدأت بحرفان من الحروف المقطعة: ﴿يس ۝١﴾ [يس:1]، نزلت بعد سورة الجن، بها سكت عند كلمة «مَرْقَدِنَاْ»، وتُعَدّ من السُّوَر التي أظهرت عَظمة بلاغة القرآن، لابتدائها بحروف مُقطَّعة تحدّى الله بها المشركين في الإتيان بمثله ولو آية، ومن أسمائها (يس، حبيب النجّار، قلب القرآن، الدافعة، القاضية، المعمة، العظيمة، العزيزة)، ومن أسباب نزولها أنها نزلت في بني سلمة، ومن أهدافها تأكيد رسالة الإسلام السماويّة، وتثبيت قلب النبيّ، وتقرير أمّهات أصول الدين، وتناولت موضوعاتٍ متعدّدةً منها: الحديث عن القرآن ومبعث النبي محمّد للناس كافّةً وقصة أصحاب القرية، ومن العِبَر المُستفادة من السورة: كتاب الله مُحكَم ومَحفوظ لا يمكن لأحد تبديلَه، ضرورة الثبات والصبر على العقيدة، شُكر الله وحَمده على نِعَمه الكثيرة، واختصاص الله جلّ وعلا وحده بالعلم.

## سبب النزول
تُعَدّ أسباب النزول في سورة يس خاصّة بآياتٍ مُحدَّدة فيها، ذلك لأنّها ليست من السُّوَر التي نزلت دفعةً واحدة، وفيما يأتي بيان بعض أسباب النزول المُتعلِّقة بآيات سورة يس، قوله تعالى في سورة يس: {إِنَّا نَحْنُ نُحْيِي الْمَوْتَى وَنَكْتُبُ مَا قَدَّمُوا وَآثَارَهُمْ وَكُلَّ شَيْءٍ أحْصَيْنَاهُ فِي إِمَامٍ مُبِين}، إذ نزل في بني سلمة الذين كانت مساكنهم في أطراف المدينة المُنوَّرة، فقد ورد عن أبي سعيد الخدريّ: (أنَّ بَنِي سَلِمَةَ أرَادُوا أنْ يَتَحَوَّلُوا عن مَنَازِلِهِمْ فَيَنْزِلُوا قَرِيبًا مِنَ النبيِّ، قَالَ فَكَرِهَ رَسولُ اللَّهِ أنْ يُعْرُوا المَدِينَةَ، فَقَالَ ألَا تَحْتَسِبُونَ آثَارَكُمْ، قوله تعالى: {وَضَرَبَ لَنَا مَثَلاً وَنَسِيَ خَلْقَهُ قَالَ مَنْ يُحْيِي الْعِظَامَ وَهِيَ رَمِيم}، وسبب النزول للآيات (77-83) ورد عن ابن عبّاس أنّه قال جَاءَ الْعَاصِ بْنُ وَائِلٍ إِلَى رَسُولِ اللَّهِ صَلَّى اللهُ عَلَيْهِ وَسَلَّمَ بِعَظْمِ حَائِلٍ فَفَتَّهُ، فَقَالَ يَا مُحَمَّدُ أَيَبْعَثُ اللَّهُ هَذَا بَعْدَ مَا أَرَمَ؟ قَالَ نَعَمْ، يَبْعَثُ اللَّهُ هَذَا ويُمِيتُكَ، ثُمَّ يُحْيِيكَ، ثُمَّ يُدْخِلُكَ نَارَ جَهَنَّمَ، وعن ابن عباس: أن قائل ذلك أبي بن خلف - أخرجه ابن مردويه.

## تسمية سورة يس
1. يس: ويُعَدّ اسم يس هو الاسم الصحيح والمشهور عند العلماء للسورة[6]، بَيد أنّه قد وردت فيها كذلك ستّة أسماء أخرى وإن لم يرد فيها حديث صحيح، وهذه الأسماء هي:
2. حبيب النجّار: وهو حبيب بن مرة حسب ما وردَ عن ابن عبّاس وأصحابه، والذي وردت قصّته في سورة يس واشتمالها على قصته، فقد جاء في تفسير قوله تعالى: {وَجَاء مِنْ أَقْصَى الْمَدِينَةِ رَجُلٌ يَسْعَى قَالَ يَاقَوْمِ اتَّبِعُوا الْمُرْسَلِين}[19]، أن هذا الرجل يسمى حبيب النجار.
3. قلب القرآن: كما ذكرَ السيوطي في كتابه الإتقان في علوم القرآن.
4. الدافعة القاضية: بمعنى أنّها تدفع السوء وتقضي الحوائج.
5. المعمة: أي التي تعمّ بالخير في الحياة الدُّنيا والآخرة.
6. العظيمة: عند الله تعالى.
7. العزيزة.[6][7]

## فضائل سورة يس
ورد في فضلها الكثير من الأحاديث يدور إسنادها بين الحسن والضعيف والغريب
1. عن أبى هريرة قال: قال رسول الله: "من قرأ يس في ليلة ابتغاء وجه الله غفر له في تلك الليلة".[21]
2. قلب القرآن الكريم: «إن لكل شيء قلباً، وقلب القرآن يس»
3. قراءتها على من هم في حالة الاحتضار.[22]
4. حديث معقل بن يسار، قال صلّى الله عليه وسلّم: اقرَؤوا يس علَى موتاكُم.[23]
5. وعن معقل بن يسار، أن رسول الله صلى الله عليه وسلم قال: «البقرة سنام القرآن وذروته، نزل مع كل آية منها ثمانون ملكا، واستخرجت {الله لا إله إلا هو الحي القيوم} من تحت العرش، فوصلت بها، أو فوصلت بسورة البقرة، ويس قلب القرآن، لا يقرؤها رجل يريد الله والدار الآخرة إلا غفر له، اقرءوها على موتاكم».[24]

## أهداف ومقاصد سورة يس
1. تأكيد رسالة الإسلام السماويّة التي نزلت على رسول الله محمد وتثبيتها، فهي رسالة للناس كافّة، لتنقذَهم من عذاب يوم قريب.
2. تثبيت قلب النبيّ عليه الصلاة والسلام وتسليته بأنّ له بالله أُسوة، فقد أنكروا قدرته جلّ وعلا على خَلقهم بعد فنائهم، ولم يُدركوا أنّ المآل لا بُدّ إليه.
3. تقرير أمّهات أصول الدين، كالتوحيد، وإثبات الرسالة، والوحي، والقَدَر، والحَشر، والجزاء، وإثبات عِلم الله، وشُكر المُنعِم.
4. تحدّي المشركين والمُكذِّبين في إعجاز القرآن وحروفه المُقطَّعة، وتحدّيهم في الإتيان بمِثله، فهو كلام الله المُنزَل على نبيّه صلّى الله عليه وسلّم، والمُنزَّه عن قول الشعراء وشوائبهم.
5. تذكير الناس بنِعَم الله عزّ وجلّ التي لا تُعَدّ ولا تُحصى، والتي يَمُنّ بها خالق الكون على عباده، ممّا يُوجِب الشُّكر والطاعة، وهي دليل قاطع على ربوبيّة الله، ووحدانيّته جلّ وعلا.
6. دعوة الناس إلى اتِّباع دُعاة الخير، وعدم تكذيب رُسُل الله تعالى، أو الاستهزاء بهم، والابتعاد عن الشِّرك الذي تتلخّص نهايته في الحساب، والعذاب.
7. بيان أصول طاعة الله تعالى بالإيمان والعمل، والتأكيد على أنّ الحساب والجزاء قادمان لا شَكّ فيهما.
8. ضَرْب الأمثال لكلٍّ من مُتَّبعي الرُّسُل، والمُعرِضين عنهم بحال من سَبقوهم من أهل القُرى الذين كذّبوا الرُّسُل، وبيان جزاء كلّ فريق منهما.
9. الاستدلال على أنّ الشيطان عدوٌّ للإنسان.[6]
10. إثبات الرسالة التي هي روح الوجود، وصدق رسالة النبي محمد مؤكدة رسالته بالقسم: ﴿إِنَّكَ لَمِنَ الْمُرْسَلِينَ ۝٣ عَلَى صِرَاطٍ مُسْتَقِيمٍ ۝٤ تَنْزِيلَ الْعَزِيزِ الرَّحِيمِ ۝٥﴾ [يس:3–5].
11. تجلية البعث في صور مختلفة تقطع على كل منكر حجته، وتؤكد لكل عاقل حقيقته، يكاد يكون المقصود الأول في سياق السورة وهو البعث ومصائر الخلق بعده، فأصحاب الجنة في شغل فاكهون، هم وأزواجهم في ظلال على الأرائك متكئون، وأهل الشرك يدفعون إلى الجحيم ﴿هَذِهِ جَهَنَّمُ الَّتِي كُنْتُمْ تُوعَدُونَ ۝٦٣ اصْلَوْهَا الْيَوْمَ بِمَا كُنْتُمْ تَكْفُرُونَ ۝٦٤﴾ [يس:63–64]، ويختم الله على أفواههم.[25]
12. المنذرون من النبي صلى الله عليه وسلم صنفان: صنف ميئوس من صلاحه، وآخر قد سعى لفلاحه، وأعمال الفريقين تحصى عليهم، فتحفظ أخبارهم، وتكتب آثارهم.
13. الدليل الطبيعي والعقلي على البعث.
14. تبيان قدرة الله ووحدانيته وعلمه ورحمته الشاملة.
15. جزاء الجاحدين على كفرانهم أنعم الله عليهم، وسرعة أخذهم وندمهم حين معاينة العذاب.[26][27]

## ارتباط سورة يس بما قبلها
1. كما أنّها ترتبط بِما قَبلها من السُّوَر، فهي تتكامل مع سورتَي فاطر وسبأ، إذ تناولت سورة سبأ الشكل العام والشامل لالتزام المؤمن بالتكليف القائم على شُكر الله تعالى، ثمّ جاءت سورة فاطر مُوضِّحة الكيفيّة والبداية التي يعتمد عليها هذا التكليف.
2. وتوالَت الشموليّة بِما جاءت به سورة يس، مُوضِّحة الأساس الذي يجب على المؤمن فيه تلقّي دعوة الرسول صلّى الله عليه وسلّم، والذي يعتمد على خَشية الله -عزّ وجلّ- وعبادته، والالتزام بِما جاء في القرآن، وبذلك بَرَز التتابُع، والتكامُل، والشمول لهذه السُّور الثلاث في بيان الهدف، وبدايته، وتحديد الطريق المُوصِل إلى تحقيقه.[28]

## الموضوعات التي تناولتها السورة
1. الحديث عن القرآن ومبعث محمّد صلى الله عليه وسلم للناس كافّةً نبيّاً ورسولاً.
2. الكلام عن البعث وإحياء الموتى ومبعثهم لينالوا جزاءهم.
3. قصة أصحاب القرية التي جاءها المُرسلون، في قوله تعالى: {وَاضْرِبْ لَهُم مَّثَلاً أَصْحَابَ الْقَرْيَةِ إِذْ جَاءهَا الْمُرْسَلُون}.[1][29]
4. ترسيخ قواعد الإيمان بالله سبحانه وتعالى.
5. لا يَملك النفع والضُر إلا الله سبحانه وتعالى.
6. استحقاق المُكذّبين للعقاب من الله سبحانه وتعالى المُعجّل في الدنيا والآجل في الآخرة.
7. لفت الأنظار إلى آيات الله ونعمه، وعظيم خلقه، وقدرته.
8. الإشارة إلى أهميّة النفقة في سبيل الله والبعد عن البخل والشح.
9. بيان جزاء أهل الجنة وتمتّعهم هم وأزواجهم في مقامهم في جناتهم.
10. التنبيه إلى عظمة الله وقدرته، وأنّه إذا أراد حدوث شيءٍ فإنّما أمره أن يقول له كن فيكون.[11]

## العِبَر المُستفادة من سورة يس
1. أهمّية خشية الله عزّ وجلّ القادر على إحياء العظام وهي رَميم، والسبيل إلى ذلك هو الإيمان بما أُنزِل على الرُّسُل، فالضالّ مَن طُمِس على قلبه بالكِبْر والتعالي، ولن يُغنيَه من عذاب الله جلّ وعلا شيء إلّا أن يهديَه.
2. كتاب الله تعالى مُحكَم ومَحفوظ لا يمكن لأحد تبديلَه، فهو كلام الله العزيز الحكيم الذي يُخاطب به البشرَ جميعهم بالحكمة، ويُوضّح لهم من خلاله طريق النجاة.
3. ضرورة الثبات والصبر على العقيدة، والتضحية في سبيلها، فقد صبرَ الرُّسُل ومَن آمنَ بهم على إيذاء الناس لهم، بالإضافة إلى الحرص على الهداية، والدعوة إلى وحدانيّة الله عزّ وجلّ، والإخلاص في النُّصح والإرشاد إليها.
4. تأمُّل ما يُحيط بالإنسان من دلائل قاطعة على وحدانيّة الله تعالى وقدرته، والاتِّعاظ بما أصابَ الأقوام التي كذَّبَت واستكبرَت.
5. شُكر الله وحَمده على نِعَمه الكثيرة، مثل سهولة التنقُّل في البحر، والبَرّ، والجَوّ من مكان إلى آخر، الأمر الذي من شأنه تقريب المسافات البعيدة، وتوفير المنافع المختلفة للإنسان.
6. الموت والساعة أمران قادمان بغتة لا مَحالة، فعلى المؤمن أن لا يغفل عن ذلك.
7. القرآن معجزة الرسول صلّى الله عليه وسلّم في بلاغته وتأثيره، وهو مصدر التشريع الأوّل الذي لا بُدّ من الإيمان به إيماناً تكمن فيه الحياة في الدُّنيا والآخرة.
8. اختصاص الله جلّ وعلا وحده بالعلم، فلا عِلم للإنسان إلّا بما يُعلّمه الله إيّاه.[12]

## قصة مؤمن آل يس
تحدثت سورة يس عن قصّة مؤمن آل يس الذي وردَ عن ابن عبّاس وأصحابه أنّ اسمه حبيب بن مرّة، إذ ذكرت السورة الكريمة أن نبي الله عيسى عليه السلام قد بعث رسولين من الحواريين إلى قرية، إلّا أنّ أهلها كذّبوهما، وتمادوا إلى درجة حَبْسهم وتعذيبهم، ثمّ أُرسِل إليهم رسول ثالث، تعزيزاً وتقويةً لهما.

## الفوائد المستنبطة من ‌السورة
قال الله تعالى: {قِيلَ ادْخُلِ الْجَنَّةَ قَالَ يَالَيْتَ قَوْمِي يَعْلَمُون(26)بِمَا غَفَرَ لِي رَبِّي وَجَعَلَنِي مِنَ الْمُكْرَمِين(27)}، ولما أفضى به إلى الجنة قال: {قَالَ يَالَيْتَ قَوْمِي يَعْلَمُون(26)بِمَا غَفَرَ لِي رَبِّي}، أي بغفران ربي لي المحسن إلي في الآخرة بعد إحسانه في الدنيا بالإيمان في مدة يسيرة بعد طول عمري في الكفر {وَجَعَلَنِي مِنَ الْمُكْرَمِين}، أي الذين أعطاهم الدرجات العلا، فنصح لقومه حياً وميتاً بتمني عملهم بالكرامة له ليعملوا مثل عمله فينالوا ما ناله.
وجه الاستنباط:
الاقتداء بأفعال الصالحين، والاعتبار بحال من سبق، وقد استنبط العلماء من الآيات في ‌قصة ‌مؤمن ‌آل ‌ياسين، دلالتها باللازم على عدد من الفوائد منها:
1. الحث على مفارقة الأشرار واتباع الأخيار، كما فعل هذا المؤمن، فسعى لأجل الحق الذي معه، وجاء من أجل أن يأمر الناس باتباع المرسلين، مع أنهم كانوا في غاية العناد والإعراض، وكانوا يهددون الرسل ويقولون:{قَالُوا إِنَّا تَطَيَّرْنَا بِكُمْ لَئِن لَّمْ تَنتَهُوا لَنَرْجُمَنَّكُمْ وَلَيَمَسَّنَّكُم مِّنَّا عَذَابٌ أَلِيم}[35]، ورغم هذا التهديد، فإن هذا المؤمن جهر بالحق ودعاهم إلى الإيمان بدعوة الرسل.[36][37]
2. كما أن فيها دروساً في كظم الغيظ وعدم الانتصار للنفس والحلم عن أهل الجهل، فإن هذا المؤمن لم يلهه دخوله الجنة عن حال قومه، {قِيلَ ادْخُلِ الْجَنَّةَ قَالَ يَالَيْتَ قَوْمِي يَعْلَمُون() بِمَا غَفَرَ لِي رَبِّي وَجَعَلَنِي مِنَ الْمُكْرَمِين}[38]، فتمنى أن يعلموا ماذا لقي من ربه، ليعلموا فضيلة الإيمان فيؤمنوا، إشفاقاً عليهم، ليعملوا مثلما عمل، ليجدوا مثلما وجد، وما تمنى هلاكهم، ولا الشماتة بهم، فكان متسماً بكظم الغيظ، ونصحه لقومه حيا وميتا فحقق الله مناه، وأخبر عن حاله، وأنزل به خطابه، وعرف قومه ذلك[6][6][39][40][41][42][43].
3. الترؤف على من أدخل نفسه في غمار الأشرار وأهل البغي، والتشمر في تخليصه، والتلطف في افتدائه، والاشتغال بذلك عن الشماتة به والدعاء عليه[34]، ألا ترى كيف تمنى الخير لقتلته، والباغين له الغوائل وهم كفرة عبدة أصنام.[40]
4. لا يدخل أحد الجنة إلا برحمة الله وإن كان محسنا، كما أخبر تعالى عنه أنه قال: {بِمَا غَفَرَ لِي رَبِّي وَجَعَلَنِي مِنَ الْمُكْرَمِين}[38]، فنسب الفضل لله وحده، وما امتن به عليه من دخول الجنة ومغفرة ذنبه، مع أنه بذل ما بذل وسعى وأحسن في النصيحة لقومه، فدل على أنه لا يدخل الجنة أحد إلا برحمته سبحانه.
5. الثبات في الدعوة إلى الهدى والحق، مهما وقف ضدها الطغاة والمفسدون، حتى ولو عذب المرء وأهين، بل حتى لو قتل، كما هو حال مؤمن آل ياسين، وذلك سبيل الأنبياء والمرسلين، ومن نهج نهجهم من الدعاة الصادقين إلى يوم الدين، وفي سياق القصة غيرها من التنبيهات والفوائد الجليلة[34][43][44][45].

## وصلات خارجية
- خصائص السور
- موقع التفسير

- وسائط من كومنز
- نصوص من ويكي مصدر

- سورة يس